# باری (ارومیه)
باری، روستایی است از توابع بخش انزل و در شهرستان ارومیه استان آذربایجان غربی ایران.

## جمعیت
این روستا در دهستان انزل شمالی قرار داشته و بر اساس سرشماری سال ۱۳۸۵ جمعیت آن ۱۶۸ نفر (۵۳ خانوار) می‌باشد